# Politique en Hongrie
La politique en Hongrie repose sur un modèle d'État indépendant et démocratique. La Hongrie est une république d'Europe de l'Est unitaire et constitutionnelle, dont le chef d'État est le président et le chef de gouvernement, le Premier ministre. 

## Depuis le1erjanvier 2012
Ayant remporté plus des deux tiers des députés lors des élections législatives de 2010, le parti conservateur Fidesz et son allié le KDNP ont décidé de changer la Constitution adoptée à la suite de l'écroulement du communisme, qui était une version très modifiée de la Constitution communiste de la République populaire de Hongrie adoptée en 1949.
La nouvelle Loi fondamentale de la Hongrie, qui est entrée en vigueur le 1er janvier 2012, a été adoptée par les députés du Fidesz et du KDNP le 18 avril 2011 et publiée au Journal officiel le 25 (lundi de Pâques), un an exactement après la victoire électorale de 2010. Elle modifie profondément le système politique et les bases de la législation de la Hongrie.

### Critiques de la nouvelle Loi fondamentale
De nombreuses voix se sont fait entendre à la fois en Hongrie et l’extérieur de ses frontières contre cette nouvelle constitution, jugée par la plupart des observateurs étrangers comme un recul démocratique inquiétant. La plupart des critiques formulées reprennent les analyses de la Commission européenne pour la démocratie par le droit, aussi appelée Commission de Venise, appelée à se prononcer sur le texte.
Le 20 juin 2011, celle-ci rend son Avis sur la nouvelle constitution de la Hongrie où elle commence par répéter des remarques qu’elle avait déjà formulées précédemment sur « le manque de transparence du processus d'adoption de la nouvelle Constitution et la consultation insuffisante de la société hongroise », « le calendrier très serré de préparation, d'examen et d'adoption du texte, et les opportunités limitées ouvertes au débat sur le projet par les forces politiques, les médias et la société civile ».
Elle formule aussi deux critiques majeures sur le fond :
- la première critique porte sur le « recours excessif aux lois organiques » prévu par la Loi fondamentale qui enlève au Parlement « la marge de manœuvre nécessaire pour accompagner les grandes mutations et relever les défis nouveaux que rencontre une société ».

Selon elle, « La multiplication des choix politiques placés hors d'atteinte de la majorité simple réduit la signification des élections futures et accroît les possibilités dont dispose une majorité des deux tiers pour verrouiller ses préférences politiques et l'ordre juridique national », ce qui contrevient à la Convention européenne des droits de l'homme (article 3 du protocole no 1) qui dit que « les élections doivent être organisées "dans les conditions qui assurent la libre expression de l’opinion du peuple sur le choix du corps législatif" », article « qui n'a plus aucun sens si le législateur est privé de la possibilité de modifier la législation sur des points importants, pour des décisions qui relèvent en fait de la majorité simple. L'essence même de la démocratie est en jeu dès lors qu'au-delà des principes fondamentaux, des règles de détail très spécifiques sont fixées dans une loi organique sur certaines questions ».
- la deuxième critique porte sur les « règles d'interprétation » mentionnées par la Loi fondamentale.

La Commission déplore « un certain manque de clarté et de cohérence entre des éléments qui figurent dans différentes dispositions de la Constitution et pourraient servir à l’interpréter ». Par exemple, « la notion de "Constitution historique" (...) liée spécifiquement à l'interprétation de la Constitution, y introduit un certain flou. Les "acquis de notre Constitution historique" (...) ne sont pas clairement définis. » Elle regrette aussi que les articles sur ces règles d'interprétation ne contiennent pas « de références aux normes internationales relatives aux droits de l’homme ».
Après avoir mené une analyse détaillée du texte de la Loi fondamentale et des dispositions qui lui apparaissent critiquables, la Commission conclut en répétant ses critiques sur la trop grande rapidité du processus (tout en espérant « que l'adoption de la législation de mise en œuvre donnera lieu à un processus plus transparent et inclusif, à la faveur duquel les nombreuses questions importantes qu’il reste à régler seront véritablement débattues »), en s'inquiétant à nouveau du nombre excessif de lois organiques (« Les politiques déployées en matière culturelle, religieuse, morale, socio-économique et financière ne devraient pas être verrouillées dans des lois organiques »), en se préoccupant de « la limitation des pouvoirs de la Cour constitutionnelle en matière fiscale et budgétaire » et du « rôle majeur attribué au Conseil budgétaire dans l'adoption du budget de l'État », de l'imprécision du « cadre que fixe la Constitution dans des domaines essentiels pour la société, comme le pouvoir judiciaire et d’autres secteurs-clé », en précisant que « les dispositions relatives à l'emprisonnement à vie sans possibilité de libération conditionnelle pourraient enfreindre des normes internationales liant la Hongrie » et en émettant des doutes sur « la place à donner au Préambule dans l'interprétation de la Constitution et un certain nombre d'affirmations et de termes qu'il contient ».

### Pouvoir exécutif
Le président de la République, élu par l’Assemblée nationale tous les cinq ans, a un rôle essentiellement honorifique, bien qu'il soit aussi commandant en chef des armées et chargé de nommer le Premier ministre.
Le Premier ministre est élu à la majorité par les membres de l’Assemblée nationale sur recommandation du Président de la République.
La constitution hongroise de 1989 est inspirée de la loi fondamentale de la République fédérale d'Allemagne votée après la Seconde Guerre mondiale
Le Premier ministre propose des candidats pour les postes de ministres au président qui les nomme au poste de ministre.

### Pouvoir législatif

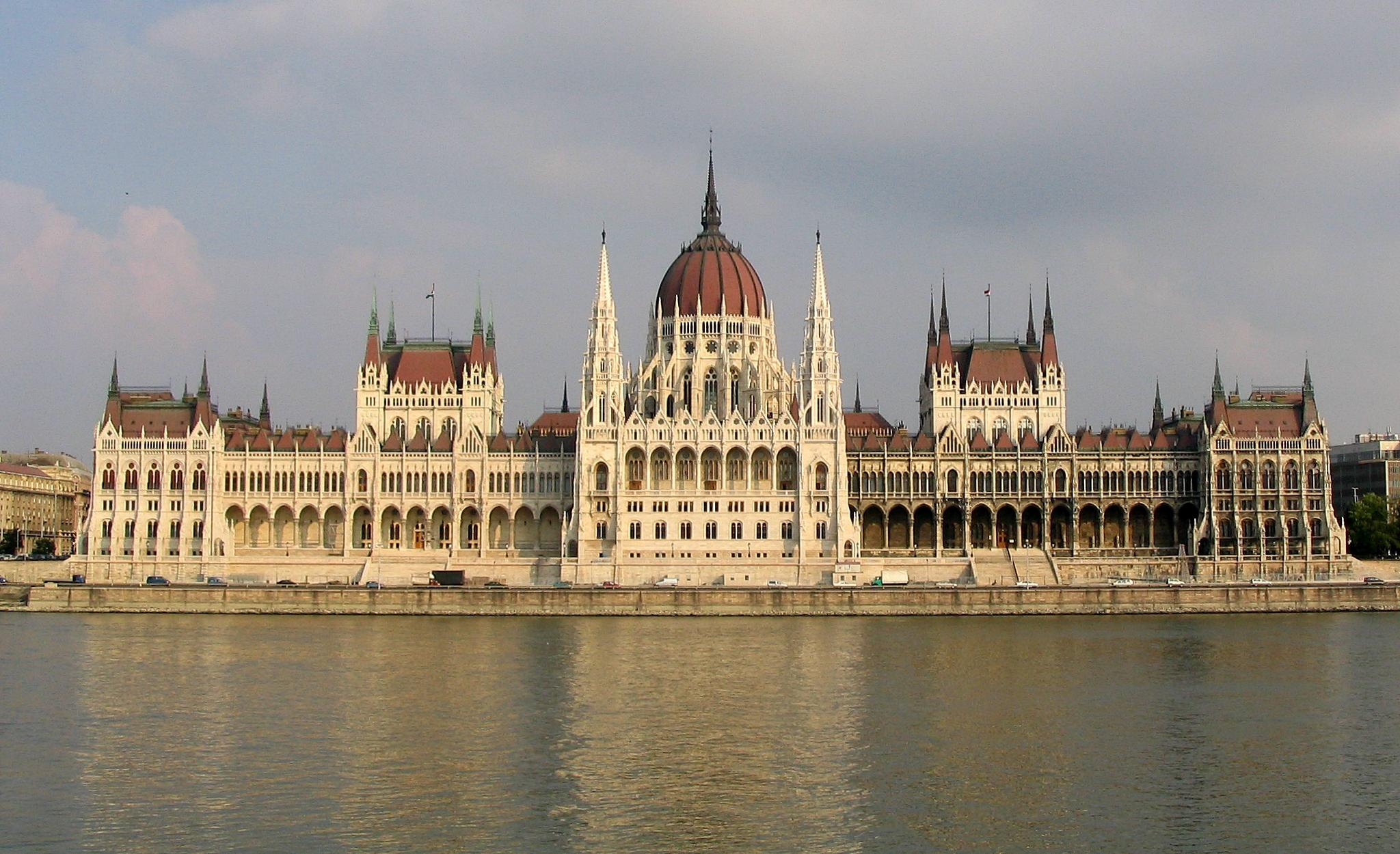
Parlement de Budapest.

Le parlement hongrois est monocaméral. L’Assemblée nationale de Hongrie, qui compte 199 membres, est la plus haute autorité du pays. Entre la révision constitutionnelle du 23 octobre 1989 (effective aux élections de 1990) et la réforme de 2011 (mise en place effectivement en 2014), l'Assemblée comptait 386 sièges. Elle initie les lois ou approuve celles soutenues par le Premier ministre.
Un parti doit recueillir au moins 5 % des suffrages pour prétendre à une représentation à l’Assemblée nationale. Les élections législatives se tiennent tous les quatre ans (les dernières ont eu lieu en 2022).

### Pouvoir judiciaire
Une cour constitutionnelle, composée de 15 membres, a le pouvoir de contester une loi pour inconstitutionnalité. (Cette institution n’a jamais été complètement remplie et ne compte aujourd’hui que onze membres, ce qui la rend presque incompétente.)
Le président de la Cour suprême et les systèmes pénal et civil qu’il représente, sont totalement indépendants du pouvoir exécutif.
Le procureur général est également totalement indépendant du pouvoir législatif, mais son statut est âprement débattu dans le pays.
L’équivalent du médiateur de la République existe en Hongrie. Il y a plusieurs médiateurs qui protègent les droits civils, éducationnels et écologiques, ainsi que les droits des minorités hors du circuit judiciaire classique.

### Banque nationale
La Banque nationale de Hongrie était totalement indépendante entre 1990 et 2004, mais la nouvelle législation l’a subordonnée au Premier ministre en novembre 2004.